# Kopiec masła
Kopiec masła (fr. Motte de beurre) – martwa natura namalowana przez francuskiego malarza Antoine’a Vollona w latach 1875–1885, znajdująca się w zbiorach National Gallery of Art w Waszyngtonie. The New York Times nazwał ją jednym z „klejnotów koronnych Waszyngtonu”.

## Malarz
Przez całą swoją karierę Antoine Vollon był najbardziej znany jako malarz martwych natur, w tym pejzaży i postaci. Był częścią francuskiego ruchu realistycznego i za życia zyskał status celebryty, zdobywając wiele prestiżowych nagród i odznaczeń, takich jak Legia Honorowa, i został okrzyknięty „Chardinem swoich czasów” (nawiązując do francuskiego mistrza malarstwa martwych natur, Jeana Chardina). Pod koniec XIX wieku obrazy Vollona nadal cieszyły się popularnością, dlatego wiele jego prac znajduje się dziś w prywatnych kolekcjach. Na przykład francuski pisarz i dramaturg Alexandre Dumas (syn) i jego kolega, amerykański malarz i pedagog William Merritt Chase, kolekcjonowali jego dzieła.
Vollon był członkiem Académie des beaux-arts, a jego dzieła były prezentowane na paryskim Salonie przez ponad trzydzieści lat, wraz z dziełami innych francuskich malarzy realistycznych, takich jak Charles-François Daubigny, Alexandre-Gabriel Decamps, Jean Baptiste Camille Corot, Henri Fantin-Latour i Eugène Boudin, ale Vollon nie jest dziś tak czczony ani pamiętany, jak jego inni francuscy koledzy realiści, tacy jak Corot i Fantin-Latour.

## Obraz
Obraz jest doskonałym przykładem martwej natury Vollona, przedstawiając kopiec masła w kolorze głębokiej żółci (prawdopodobnie uzyskanego z karotenu pochodzącego ze świeżych roślin, którymi pasące się krowy często żywią się na pastwiskach). W czasach Vollona kupowanie masła ubijanego ręcznie od rolnika było powszechne. Zazwyczaj po dojeniu śmietanę zbiera się z wierzchu mleka, ubija, a grudki masła ugniata się ręcznie lub szpatułką, aby pozbyć się wilgoci, ponieważ duża ilość maślanki skracałaby jej trwałość. Masło zazwyczaj owijano gazą i przechowywano w chłodnym miejscu. Na obrazie gaza luźno opada na kilka jajek.
Na obrazie widoczne są również grube ślady pędzla artysty, ilustrujące ślady pozostawione przez nóż do masła lub drewnianą szpatułkę, używaną do jego produkcji. Sceny kuchenne, przygotowywanie posiłków i przedstawienia przedmiotów codziennego użytku były w czasach Vollona częstymi tematami martwych natur.